# 왕립 텔레비전 협회
왕립 텔레비전 협회 또는 로열 텔레비전 소사이어티(Royal Television Society, RTS)는 과거, 현재, 미래의 모든 형태의 텔레비전에 대한 토론과 분석을 위한 영국 기반의 교육 자선 단체이다. 세계에서 가장 오래된 텔레비전 협회이다. 현재 영국에 14개의 지역 및 국가 센터가 있고 아일랜드 공화국에도 지부가 있다.

## 역사
이 그룹은 텔레비전이 아직 실험 단계에 있던 1927년 9월 7일에 텔레비전 협회로 결성되었다. 정규 HD(당시 최소 200라인으로 정의됨) 방송은 1936년 BBC가 알렉산드라 궁전에서 전송을 시작할 때까지 9년 동안 시작되지도 않았다.
과학자와 엔지니어를 위한 포럼 역할을 하는 것 외에도 학회는 새로운 매체의 개발을 차트로 보여주는 정기적인 뉴스레터를 발행했다. 이 문서는 이제 텔레비전 방송의 초기 역사에 대한 중요한 역사적 기록을 형성한다.
이 협회는 1966년에 왕실 칭호를 부여받았다. 웨일스 왕자는 1997년 11월 협회의 후원자가 되었다.